# OTs-12突击步枪
OTs-12（外号“歐洲紅豆杉”）是一款由俄罗斯運動及狩獵武器中央設計研究局所製造的突击步枪，發射9×39毫米苏联口徑亚音速步枪弹药。

## 概述
OTs-12於1990年代前期開發，由槍械設計師V.N.捷利什和Yu.V.列別捷夫（英語：U. V. Lebedev）设计，俄罗斯图拉市的運動及狩獵武器中央設計研究局（俄语：ЦКИБ СОО）负责生产。
OTs-12是以AKS-74U卡宾枪為藍本，因此其結構和操作方式亦與AKS-74U基本相同。除了因為改為發射9×39毫米蘇聯口徑亚音速弹药的關係而需要改進發射機構以外，機械瞄具和槍口制動補償器也經過改進。
在1993年生產完成後，幾百把OTs-12就交付給俄罗斯联邦内务部（英語：Ministry of Internal Affairs，簡稱：MVD）使用，而且特種部隊幹員們對新武器的評價很高：他們指OTs-12比AKS-74U卡宾枪更小和更輕巧，子彈會四處飛濺攻擊，有助增加準確性和制止力，而且操作方便。儘管如此，OTs-12從沒有大量生產過。

## 備注
大多數消息來源表示，這款步槍的編號是“OTs-11”，但這個編號已經被一款9毫米口徑的左輪手槍“鎳”所使用，而且這款步槍的機匣上刻有OTs-12（ОЦ-12）的字樣。

## 外部連結
- （英文）—Modern Firearms—OTs-11（页面存档备份，存于）
- （英文）—Military, Security and Civilian Guns and Equipment—OC-12 (Tiss)（页面存档备份，存于）
- （俄文）—Сайт ЦКИБ СОО* （英文）— （页面存档备份，存于）
- （俄文）—Описание «Тисс»（页面存档备份，存于）
- OC-12 (OC-12 No. 26)Archive.today的存檔，存档日期2012-07-18
- OC-12（页面存档备份，存于）
- 類似的突擊步槍Pic 1 Pic 2
- （简体中文）—D Boy Gun World（槍炮世界）—OC-11“紫杉树”突击步枪（页面存档备份，存于）